# سيدني لورد
سيدني لورد (بالإنجليزية: Sidney Lord)‏ (20 أكتوبر 1886 - ) هو لاعب كريكت أسترالي. لعب مع فريق تسمانيا للكريكت.

## وصلات خارجية
- سيدني لورد على موقع إي آس بي آن كريك إنفو (الإنجليزية)